# Aktenvernichter

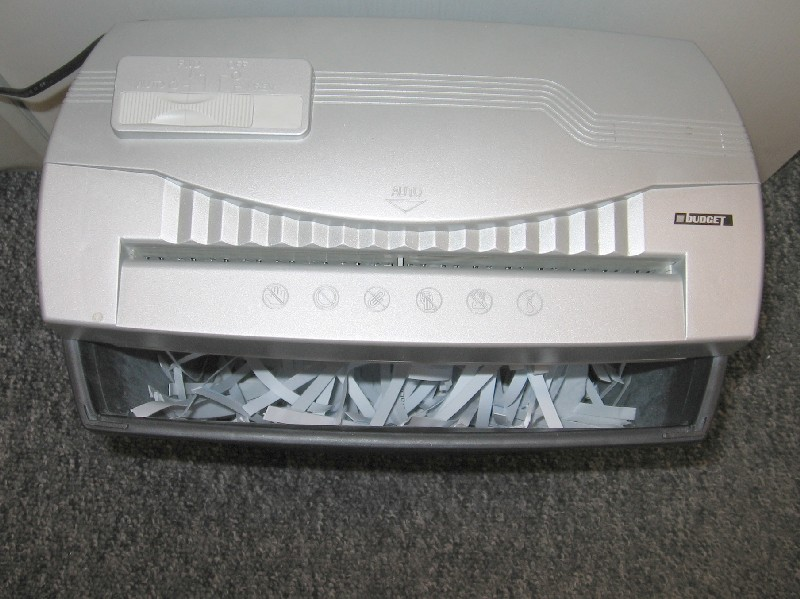
Aktenvernichter

Ein Aktenvernichter (auch Reißwolf, Papierwolf, Papierzerhacker, Papierschredder oder Büro-Schredder genannt) ist ein Gerät zum Vernichten von Dokumenten.

## Geschichte
Das erste Patent für einen elektrisch angetriebenen Aktenvernichter wurde 1909 dem US-amerikanischen Erfinder Abbot Augustus Low erteilt. Seine Erfindung wurde jedoch nie in Serie gebaut. Der erste in größerer Stückzahl hergestellte Aktenvernichter entstand ab 1935 in Balingen. Ursprünglich erfolgte der Antrieb mit Handkurbel, später mit Elektromotor. Die von Adolf Ehinger gegründete Firma existiert noch heute. Aktenvernichter wurden bis Anfang der 1980er Jahre nur selten von Privatpersonen eingesetzt.

## Funktionsweise
Vor der Markteinführung von elektrisch betriebenen Aktenvernichtern waren thermische Aktenvernichter (Feuerkorb) weit verbreitet in Gebrauch. Wegen der Risiken im Umgang mit offenem Feuer und nicht zuletzt wegen des entstehenden Schmutzes haben sich heute elektromechanische Schredder verschiedener Bauform durchgesetzt. Auch die zum Verbrennen von Papier geeigneten Öfen oder Feststoffheizkessel sind heute weitgehend aus den Gebäuden verschwunden.
Ein Aktenvernichter zerschneidet das Dokument in so kleine Teile, dass diese für sich allein kaum verwertbare Informationen enthalten und nur mit großem Aufwand wieder korrekt zusammengefügt werden könnten.
Einfachere Aktenvernichter schneiden das Papier lediglich in schmale Streifen (Streifenschnitt). Bessere Aktenvernichter schneiden zusätzliche horizontale Schnitte. Diese Schneideweise wird als Partikelschnitt bezeichnet, wobei hierfür auch die Bezeichnung Kreuzschnitt (engl.: Cross-Cut) üblich ist.
Neuere Aktenvernichter können neben Papier auch Kreditkarten und CDs bzw. DVDs zerschreddern. Seit einigen Jahren werden Aktenvernichter vermehrt auch im privaten Umfeld eingesetzt.

## Schneidwerke

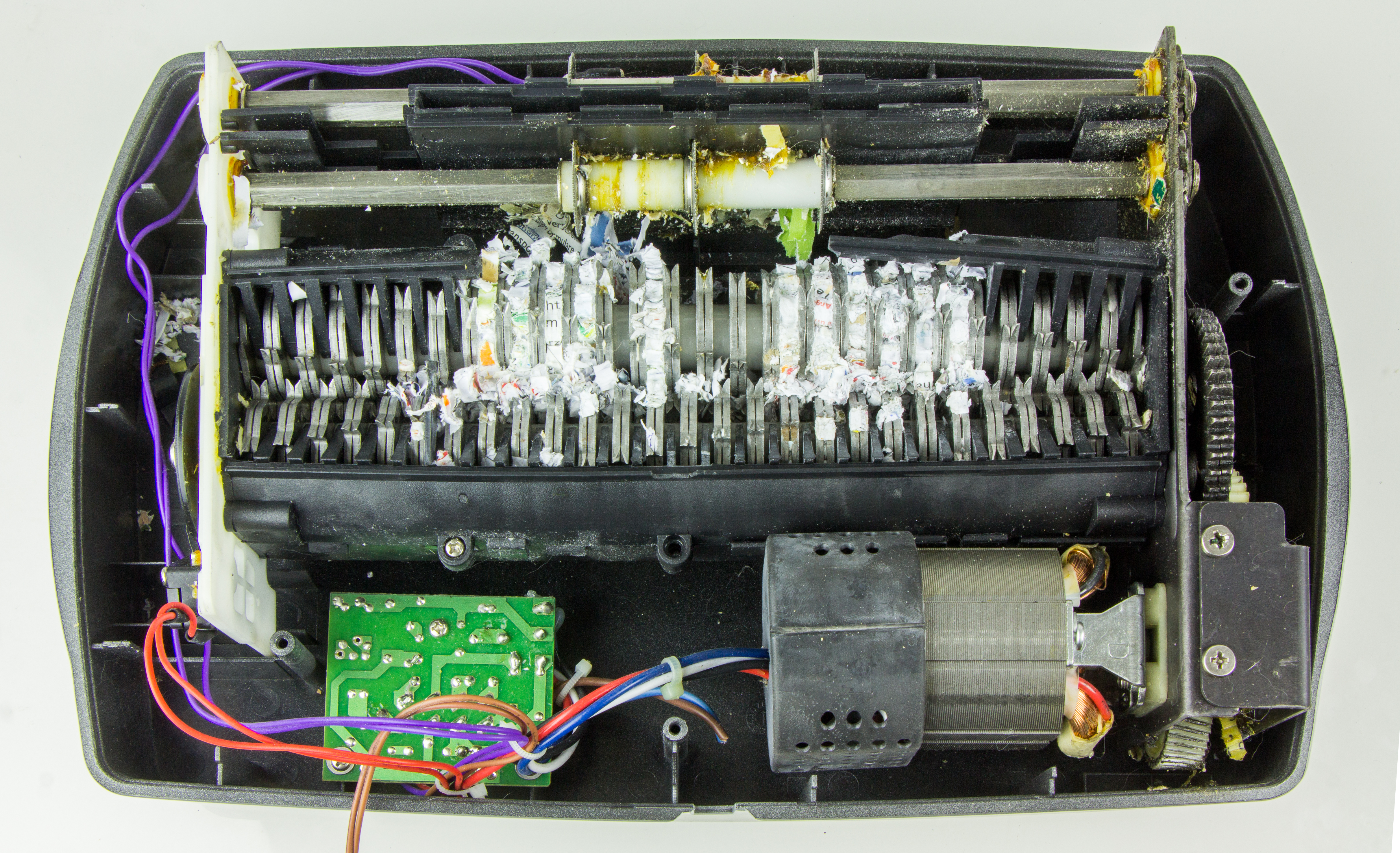
Schneidwerk und Antrieb eines Aktenvernichters mit Partikelschnitt

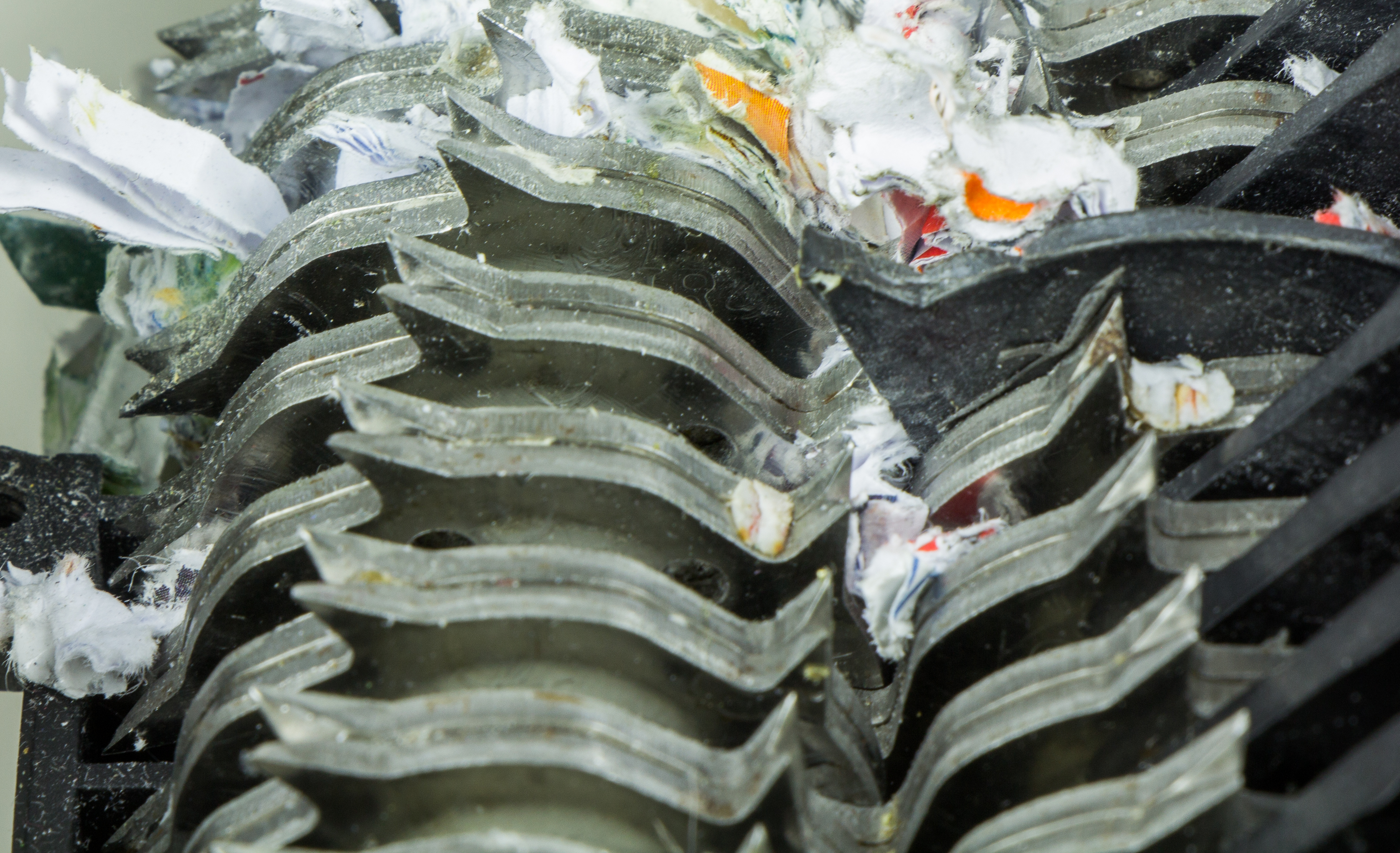
Detailansicht des Schneidwerks

Im Wesentlichen unterscheidet man bei Aktenvernichtern zwischen Streifenschnitt und Partikelschnitt.

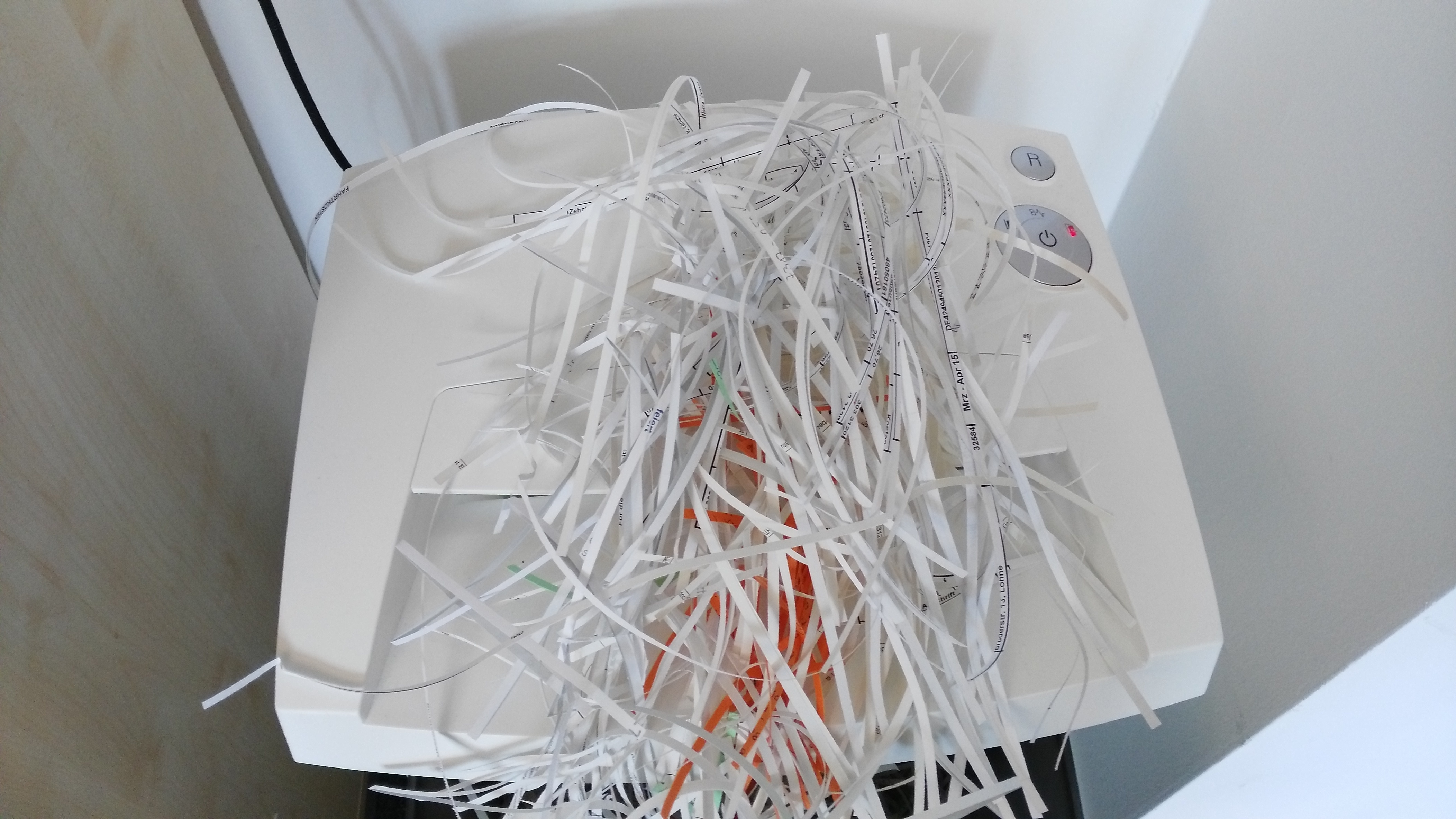
Schnittgut eines Aktenvernichters mit Streifenschnitt; auf den einzelnen Streifen sind die Daten noch deutlich zusammenhängend lesbar

Das Schneidwerk beim Streifenschnitt besteht aus zwei gegenläufigen Wellen, die mit einer gewissen Anzahl versetzt ineinandergreifender, scharfkantiger Räder bestückt sind. Zusätzlich ist der Mantel der einzelnen Räder verzahnt, wodurch der einwandfreie Transport des Schnittguts gewährleistet wird. Der eigentliche Schneidevorgang besteht darin, dass das Schnittgut die ineinandergreifenden Räder passiert und dadurch in Streifen, welche in ihrer Breite dem Abstand der Räder entsprechen, geteilt wird. Dabei entspricht die Länge eines Streifens dem des eingeführten Dokuments. Demzufolge wird mit einer höheren Anzahl auf der Welle befindlichen Räder eine größere Anzahl an Streifen mit umso geringerer Breite erreicht. Der Vorteil des Streifenschnitts liegt im Wesentlichen darin, dass die Kapazität mehrerer gleichzeitig zu verarbeitenden Blätter regelmäßig höher ist als beim Partikelschnitt. Zudem ist das Betriebsgeräusch wesentlich geringer. Das Volumen des Schnittguts ist allerdings wesentlich höher und es lassen sich keine besonders hohen Sicherheitsstufen erzielen.
Das Schneidwerk beim Partikelschnitt besteht ebenfalls aus zwei gegenläufigen Wellen mit einer gewissen Anzahl versetzt ineinandergreifender, scharfkantiger Räder und die Zerteilung des Schriftguts der Länge nach geschieht somit in gleicher Weise wie beim Streifenschnitt. Allerdings ist jedes Rad so gestaltet, dass eine scharfe Metallkante aus dem Mantel hervorragt, die sowohl für den Transport des Schnittguts als auch für die Teilung des Streifens in mehrere Partikel sorgt. Damit dieser Vorgang ausgeglichen erfolgt, sind die Metallkanten der Räder leicht versetzt montiert, quasi in Wellenform. Der Vorteil des Partikelschnitts liegt im Wesentlichen in der erzielbaren höheren Sicherheitsstufe. Zudem ist das Volumen des Schnittguts wesentlich geringer. Als nachteilig darf das wesentlich lautere Betriebsgeräusch angesehen werden.

## Antrieb
Bei den meisten Geräten erfolgt der Antrieb durch einen Elektromotor, der über eine Spindelwelle das meist an der Seite des Schneidwerks angebrachte und aus mehreren Zahnrädern bestehende Getriebe antreibt. Es gibt jedoch vereinzelt Geräte, die anstatt durch einen Elektromotor durch eine Handkurbel angetrieben werden.
Von der Beschaffenheit und Dimensionierung des Getriebes sowie den hierfür verwendeten Materialien hängt die eigentliche Leistung des Gerätes ab. Geräte mit besonders hoher Leistung verfügen daher meist über einen Kettenantrieb, während Geräte im unteren Leistungsbereich sich mit Zahnrädern, die teilweise aus Kunststoff gefertigt sein können, begnügen.

## Bedeutung des Aktenvernichters
Das Kleinschneiden von Papier hat den Vorteil, dass es im Büroalltag gefahrloser und einfacher durchführbar ist als andere Methoden der Aktenvernichtung (z. B. Verbrennen) und außerdem die Papierschnipsel noch dem Papierrecycling zugeführt werden können. Bei sehr feinem Kreuzschnitt sind die Papierfasern allerdings so kurz, dass daraus nur noch minderwertige Papiersorten hergestellt werden können.

## Genormte Zerkleinerungsstufen (Neue Norm DIN 66399-2 ab 2012)
Mit Einführung der Datenschutz-Grundverordnung wird die DIN 66399 in Deutschland für die Sicherheitsstufen bei der Aktenvernichtung angewandt. Diese legt gegenüber der vorangegangenen Definition (s. u. DIN 32757) andere Schnittformate zu Grunde. Dabei werden verschiedene Materialien in Klassen eingeteilt.
Papierfür Papier beginnen die Sicherheitsstufen mit „P“:
- P-1 erlaubt eine maximale Fläche bei der Zerkleinerung von 2000 mm² oder einen beliebig langen Streifen mit maximal 12 mm Breite. Bis zu 10 % des Materials darf sogar bis zu 3.800 mm² Fläche haben. Ein in 32 Teile zerrissenes DIN A4-Blatt erfüllt diese Anforderung. Das entspricht einer Schnipselgröße von ca. 52 mm × 37 mm, also etwas weniger als einer halben Visitenkarte.
- P-2 reduziert die Fläche auf 800 mm² oder Streifen beliebiger Länge mit maximal 6 mm Breite. Bis zu 10 % der Schnipsel dürfen die Standardgröße von P-1 haben (2000 mm²). Für die Erfüllung der Vorgabe muss ein DIN A4-Blatt in 78 gleiche Teile zerrissen werden.
- P-3 verringert die zulässige Schnipselgröße auf maximal 320 mm² oder Streifen beliebiger Länge mit höchstens 2 mm Breite. Auch hier gilt für 10 % der Schnipsel eine Toleranz bis zur vorangegangenen Stufe (800 mm²). Ein DIN A4-Blatt muss hierfür bereits in 195 gleiche Teile zerlegt werden.
- P-4 lässt keinen Streifenschnitt mehr zu. Zwar dürfen 10 % der Schnipsel bis zu 480 mm² groß sein, gefordert sind jedoch höchstens 160 mm² pro Partikel. Jeder Partikel darf an einer Seite darüber hinaus höchstens 6 mm breit sein. Das erfordert für ein DIN A4-Blatt eine Zerkleinerung in mindestens 420 Teile. Eine gängige Partikelgröße bei Aktenvernichtern ist 4 × 35 mm, mit welcher die Sicherheitsstufe gut eingehalten wird.
- P-5 reduziert die maximale Breite auf 2 mm und die Fläche pro Partikel auf 30 mm². In dieser Stufe dürfen 10 % der Partikel bis zu 90 mm² groß sein. Aus einem DIN A4-Blatt müssen zur Erfüllung dieser Sicherheitsstufe toleranzfrei 2100 Partikel entstehen. Aktenvernichter dieser Sicherheitsstufe erzeugen häufig Standard-Partikel der Größe 2 mm × 10 mm, damit auch ein gefaltetes Blatt beim Kreuzschnitt innerhalb der zulässigen Toleranz bleibt.
- P-6 erlaubt für 10 % der Partikel die Größe von P-5 (30 mm²), ansonsten fordert sie höchstens 10 mm² bei einer Höchstbreite von 1 mm. Das zerlegt ein DIN A4-Blatt in ein Puzzle aus 6300 Partikel, von denen jedes höchstens 1 mm × 10 mm groß sein darf.
- P-7 erlaubt keinerlei Toleranzen für die maximal zulässige Partikelgröße von 5 mm², welche höchstens 1 mm breit sein dürfen. Aus einem DIN A4-Blatt werden somit mindestens 12600 wirklich kleine Partikel zu je 1 mm × 5 mm.

Für andere Materialkategorien gelten andere Maße:
Kategorie Fbetrifft Verkleinerungen, typischerweise Filme:
- F-1 max. Partikelgröße 160 mm²
- F-2 max. Partikelgröße 30 mm²
- F-3 max. Partikelgröße 10 mm²
- F-4 max. Partikelgröße 2,5 mm²
- F-5 max. Partikelgröße 1,0 mm²
- F-6 max. Partikelgröße 0,5 mm²
- F-7 max. Partikelgröße 0,2 mm²

Kategorie Ogilt für optische Datenträger (z. B. CD, DVD, BluRay):
- O-1 max. Partikelgröße 2000 mm²
- O-2 max. Partikelgröße 800 mm²
- O-3 max. Partikelgröße 160 mm²
- O-4 max. Partikelgröße 30 mm²
- O-5 max. Partikelgröße 10 mm²
- O-6 max. Partikelgröße 0,5 mm²
- O-7 max. Partikelgröße 0,2 mm²

Kategorie Tgilt für magnetische Datenträger (Disketten, Ausweise, Kassetten, Bänder):
- T-1 funktionsuntüchtig machen (z. B. zerknittern, zerschneiden)
- T-2 max. Partikelgröße 2000 mm²
- T-3 max. Partikelgröße 320 mm²
- T-4 max. Partikelgröße 160 mm²
- T-5 max. Partikelgröße 30 mm²
- T-6 max. Partikelgröße 10 mm²
- T-7 max. Partikelgröße 2,5 mm²

Kategorie Hbezieht sich auf magnetische Datenträger mit höherer Datendichte (Festplatten):
- H-1 funktionsuntüchtig machen (z. B. Teile verbiegen)
- H-2 beschädigen (z. B. Steckverbindung abreißen)
- H-3 verformen (z. B. Magnetträger zerbrechen)
- H-4 max. Partikelgröße 2000 mm²
- H-5 max. Partikelgröße 320 mm²
- H-6 max. Partikelgröße 10 mm²
- H-7 max. Partikelgröße 5 mm²

Kategorie Ebeschreibt elektronische Datenträger (USB-Sticks, Mobiltelefon):
- E-1 funktionsuntüchtig machen (z. B. Anschlüsse beschädigen)
- E-2 zerteilen
- E-3 max. Partikelgröße 160 mm²
- E-4 max. Partikelgröße 30 mm²
- E-5 max. Partikelgröße 10 mm²
- E-6 max. Partikelgröße 1,0 mm²
- E-7 max. Partikelgröße 0,5 mm²

Allgemeiner GebrauchFür den allgemeinen Gebrauch sind die Sicherheitsstufen in die drei Klassen eingeteilt:
- Klasse 1 ist für Unterlagen gedacht, bei denen Schaden durch Veröffentlichung oder Missbrauch der Daten entstehen kann. Diese umfasst die Sicherheitsstufen 1–3.
- Klasse 2 ist für vertrauliche Daten anzuwenden, das sind beispielsweise Krankenakten. Sie umfasst die Sicherheitsstufen 4–5.
- Klasse 3 kommt für die Vernichtung streng vertraulicher oder geheimer Daten zur Anwendung. Hierfür gelten die Sicherheitsstufen 6–7.

## Genormte Zerkleinerungsstufen (Alte Norm DIN 32757 bis 2012)
In Deutschland wird die Datensicherheit eines Aktenvernichters nach den fünf Sicherheitsstufen der DIN-Norm DIN 32757 bewertet. Die höchste Sicherheitsstufe 5 fand in der Praxis kaum Verwendung, am häufigsten war die Sicherheitsstufe 2 oder 3 anzutreffen. Vereinzelt bewarben einige Hersteller auch die Sicherheitsstufe 6, welche aber nicht in der DIN 32757 genormt ist.
Im Einzelnen sind die sechs Sicherheitsstufen für Papier wie folgt definiert (DIN 32757-1:1995-01):
- Sicherheitsstufe 1 (empfohlen für allgemeines Schriftgut)
  - bei Streifenschnitt: max. 12 mm Streifenbreite
  - bei Kreuzschnitt: max. 1000 mm² Partikelfläche
- Sicherheitsstufe 2 (empfohlen für internes, nicht besonders vertrauliches Schriftgut)
  - bei Streifenschnitt: max. 6 mm Streifenbreite
  - bei Kreuzschnitt: max. 400 mm² Partikelfläche
- Sicherheitsstufe 3 (empfohlen für vertrauliches Schriftgut)
  - bei Streifenschnitt: max. 2 mm Streifenbreite
  - bei Kreuzschnitt: max. 4 mm Breite auf max. 60 mm Partikellänge (240 mm² Partikelfläche)
  - aber bei Kunststoffen (wie Identifikationskarten oder Mikrofilm): max. 1 mm² Partikelfläche
- Sicherheitsstufe 4 (empfohlen für geheimzuhaltendes Schriftgut)
  - Kreuzschnitt: max. 2 mm Breite auf max. 15 mm Partikellänge (30 mm² Partikelfläche)
  - aber bei Kunststoffen (wie Identifikationskarten oder Mikrofilm): max. 0,5 mm² Partikelfläche
- Sicherheitsstufe 5 (für maximale Sicherheitsanforderungen)
  - Kreuzschnitt: max. 0,8 mm Breite auf max. 15 mm Partikellänge (12 mm² Partikelfläche)
  - zerkleinerte grobe Asche, Suspension, Lösung oder Fasern
  - aber bei Kunststoffen (wie Identifikationskarten oder Mikrofilm): max. 0,2 mm² Partikelfläche
- Sicherheitsstufe 6 (für geheimdienstliche Sicherheitsanforderungen)
  - Kreuzschnitt: max. 1,0 mm Breite auf max. 5,0 mm Partikellänge (5 mm² Partikelfläche)
  - zerkleinerte feine Asche, Suspension, Lösung oder Fasern

Zu den Sicherheitsstufen nach der DIN 32757 ist anzumerken:
- Aufgrund der doppelten Definition des Kreuzschnitts kann es sein, dass ein Aktenvernichter bei DIN-A4-Blättern eine höhere Sicherheitsstufe hat als bei Endlospapier.
- Für Kunststoffe wie Identifikationskarten oder Mikrofilm gelten kleinere Materialteilchenflächen als bei Papier.

DIN 32757-1 wurde im Oktober 2012 zurückgezogen und durch DIN 66399-1+2 ersetzt. Gegenüber DIN 32757-1:1995-01 wurde die Normenreihe umstrukturiert, die Grundlagen und Begriffe wurden in Teil 1 aufgenommen, Anforderungen an Maschinen und Prüfung sind in Teil 2 definiert; außerdem wurden die neuen Sicherheitsstufen 6 und 7 eingeführt. Die Anforderungen an die Betriebsanleitung sind nun in Teil 2 enthalten.
Seit August 2009 ist eine europäische Norm veröffentlicht. Hierbei handelt es sich um die EN 15713 (aktuelle Ausgabe 2023), die in Deutschland als DIN EN 15713 gültig ist. Im Anhang 1A ist eine neue Tabelle aufgeführt, die die Aktenvernichtungsstufen neu regelt. Der früher irreführende Begriff der Sicherheitsstufe wurde EU-weit durch die Bezeichnung „Zerkleinerungsstufe“ ersetzt.
| Kategorien von vertraulichen Unterlagen nach EN 15713:2009-08 | Kategorien von vertraulichen Unterlagen nach EN 15713:2009-08                                                 |
| Kategorie | Beschreibung                                                                                                  |
| --- | --- |
| A | Papier, Pläne, Dokumente und Zeichnungen                                                                      |
| B | SIM-Karten und Negative                                                                                       |
| C | Video-/Tonbänder, Disketten, Kassetten und Filme                                                              |
| D | Computer einschließlich Festplatte, eingebetteter Software, Chipkartenleser, Komponenten und anderer Hardware |
| E | ID-Karten, CDs und DVDs                                                                                       |
| F | Gefälschte Waren, Druckplatten, Mikrofiche, Kredit- und Kundenkarten und andere Produkte                      |
| G | Firmen- oder Markenkleidung und Uniformen                                                                     |
| H | Medizinische Röntgen- und Overheadprojektor-Platten                                                           |
| Anmerkung: Sonderabfall ist in dieser Tabelle nicht eingeschlossen. Die Anwender werden auf das Vorhandensein von anwendbaren Gesetzen zur Vernichtung und/oder Entsorgung von Sonderabfall hingewiesen. | |

| Materialspezifische Shredder- und Zerfaserungsgrößen (nach EN 15713:2009-08 – Anhang 1A)                                                                       | Materialspezifische Shredder- und Zerfaserungsgrößen (nach EN 15713:2009-08 – Anhang 1A) | Materialspezifische Shredder- und Zerfaserungsgrößen (nach EN 15713:2009-08 – Anhang 1A) | Materialspezifische Shredder- und Zerfaserungsgrößen (nach EN 15713:2009-08 – Anhang 1A) | Materialspezifische Shredder- und Zerfaserungsgrößen (nach EN 15713:2009-08 – Anhang 1A) | Materialspezifische Shredder- und Zerfaserungsgrößen (nach EN 15713:2009-08 – Anhang 1A) | Materialspezifische Shredder- und Zerfaserungsgrößen (nach EN 15713:2009-08 – Anhang 1A) | Materialspezifische Shredder- und Zerfaserungsgrößen (nach EN 15713:2009-08 – Anhang 1A) | Materialspezifische Shredder- und Zerfaserungsgrößen (nach EN 15713:2009-08 – Anhang 1A) | Materialspezifische Shredder- und Zerfaserungsgrößen (nach EN 15713:2009-08 – Anhang 1A) | Materialspezifische Shredder- und Zerfaserungsgrößen (nach EN 15713:2009-08 – Anhang 1A) | Materialspezifische Shredder- und Zerfaserungsgrößen (nach EN 15713:2009-08 – Anhang 1A) |
| Zerkleinerung Nr | mittlere Oberfläche des Materials (mm²)                                                  | max. Schnittbreite (mm)                                                                  | Verfahren der Zerstörung                                                                 | Materialkategorien +: technisch machbar −: ungeeignet für das Material                   | Materialkategorien +: technisch machbar −: ungeeignet für das Material                   | Materialkategorien +: technisch machbar −: ungeeignet für das Material                   | Materialkategorien +: technisch machbar −: ungeeignet für das Material                   | Materialkategorien +: technisch machbar −: ungeeignet für das Material                   | Materialkategorien +: technisch machbar −: ungeeignet für das Material                   | Materialkategorien +: technisch machbar −: ungeeignet für das Material                   | Materialkategorien +: technisch machbar −: ungeeignet für das Material                   |
| Zerkleinerung Nr | mittlere Oberfläche des Materials (mm²)                                                  | max. Schnittbreite (mm)                                                                  | Verfahren der Zerstörung                                                                 | A                                                                                        | B                                                                                        | C                                                                                        | Da                                                                                       | E                                                                                        | Fb                                                                                       | Gb                                                                                       | H                                                                                        |
| --- | ---------------------------------------------------------------------------------------- | ---------------------------------------------------------------------------------------- | ---------------------------------------------------------------------------------------- | ---------------------------------------------------------------------------------------- | ---------------------------------------------------------------------------------------- | ---------------------------------------------------------------------------------------- | ---------------------------------------------------------------------------------------- | ---------------------------------------------------------------------------------------- | ---------------------------------------------------------------------------------------- | ---------------------------------------------------------------------------------------- | ---------------------------------------------------------------------------------------- |
| 1 | 5000                                                                                     | 25                                                                                       | Schreddern                                                                               | +                                                                                        | −                                                                                        | +                                                                                        | +                                                                                        | −                                                                                        | ∕                                                                                        | ∕                                                                                        | +                                                                                        |
| 2 | 3600                                                                                     | 60                                                                                       | Schreddern                                                                               | +                                                                                        | −                                                                                        | +                                                                                        | +                                                                                        | −                                                                                        | ∕                                                                                        | ∕                                                                                        | +                                                                                        |
| 3 | 2800                                                                                     | 16                                                                                       | Schreddern                                                                               | +                                                                                        | −                                                                                        | +                                                                                        | +                                                                                        | −                                                                                        | ∕                                                                                        | ∕                                                                                        | +                                                                                        |
| 4 | 2000                                                                                     | 12                                                                                       | Schreddern                                                                               | +                                                                                        | −                                                                                        | +                                                                                        | +                                                                                        | −                                                                                        | ∕                                                                                        | ∕                                                                                        | +                                                                                        |
| 5 | 800                                                                                      | 6                                                                                        | Schreddern oder Zerfasern                                                                | +                                                                                        | −                                                                                        | n/a                                                                                      | +                                                                                        | +                                                                                        | ∕                                                                                        | ∕                                                                                        | n/a                                                                                      |
| 6 | 320                                                                                      | 4                                                                                        | Schreddern oder Zerfasern                                                                | +                                                                                        | −                                                                                        | n/a                                                                                      | +                                                                                        | +                                                                                        | ∕                                                                                        | ∕                                                                                        | n/a                                                                                      |
| 7 | 30                                                                                       | 2                                                                                        | Zerfasern                                                                                | n/a                                                                                      | +                                                                                        | n/a                                                                                      | +                                                                                        | +                                                                                        | ∕                                                                                        | ∕                                                                                        | n/a                                                                                      |
| 8 | 10                                                                                       | 0,8                                                                                      | Zerfasern                                                                                | n/a                                                                                      | +                                                                                        | n/a                                                                                      | +                                                                                        | +                                                                                        | ∕                                                                                        | ∕                                                                                        | n/a                                                                                      |
| a Unterlagen der Kategorie D sollten so zerstört werden, dass der Informationsträger unlesbar und sicher entsorgt ist. b Auftraggeber- und materialspezifisch. |                                                                                          |                                                                                          |                                                                                          |                                                                                          |                                                                                          |                                                                                          |                                                                                          |                                                                                          |                                                                                          |                                                                                          |                                                                                          |

## Unterschiede bei den Aktenvernichtern
Wesentliche Unterschiede sind neben der Sicherheitsstufe nach den unterschiedlichen Sicherheitsnormen insbesondere die Blatteinzugsbreite, Autostart und besonders Autostopp. Der mechanische Autostart wird durch einen kleinen, in unmittelbarer Nähe des Schneidwerks liegenden Hebel, der durch das eingeführte Schnittgut aus seiner Grundstellung bewegt wird, betätigt. Somit läuft das Schneidwerk mindestens so lange, wie das eingeführte Schnittgut den Hebel in der entsprechenden Position hält. Der mechanische Autostopp beinhaltet den Nachlauf, welcher garantiert, dass das Dokument das Schneidwerk auch tatsächlich gänzlich passiert. Wenn der Hebel wieder in seine Grundposition zurückgekehrt ist, greift eine zur selben Konstruktion gehörende Laufrolle in das Gewinde einer Welle des Getriebes. Durch die Drehung der Welle wird die Laufrolle nach außen transportiert und löst durch ihr Herabfallen das Abschalten des Schneidwerks aus. Moderne Geräte verfügen über eine Lichtschrankensteuerung, welche das Schneidwerk auslöst und elektronisch gesteuert den Nachlauf berücksichtigt. Die Autostart- bzw. Autostopp-Funktion sorgt zudem für eine höhere Akzeptanz der Geräte, weil lediglich das Einführen des Informationsträgers in das Gerät dessen Vernichtung unmittelbar auslöst. Ein separat erforderlicher Ein- bzw. Ausschaltvorgang wird vielfach als umständlich empfunden und hierdurch bedingt wird zunächst eine Anzahl von Dokumenten angesammelt, bevor das Gerät benutzt wird. Dadurch entsteht ein Sicherheitsrisiko. Gängige Aktenvernichter besitzen oftmals sowohl eine automatische Aktivierung, als auch einen Modus für dauerhaft „Ein“, sowie für „Aus“.
Eine technische Umsetzung einer „AutoFeed“ Option ermöglicht es einen kompletten Stapel Papier einzulegen, sodass ein manuelles Einfügen einzelner Blätter entfällt.

## Gefahren für den Anwender
Die meisten Geräte sind konstruktionsbedingt sicher und schließen dadurch bereits Unfälle aus. Kontaktschalter beispielsweise sorgen dafür, dass die Geräte nur dann arbeiten, wenn sie sich auf dem dazugehörenden Behältnis befinden, bzw. die Gerätetür verschlossen ist. Dadurch wird ein unmittelbarer Kontakt mit dem Schneidwerk an der Geräteunterseite verlässlich vermieden. Prinzipbedingt kaum zu vermeiden ist eine Gefährdung des Benutzers, die von dem Zuführschlitz für das zu vernichtende Material ausgeht. Diese wird noch dadurch verstärkt, dass leistungsstärkere Geräte meist auch über einen größeren Zuführschlitz verfügen. Deshalb sollte der Anwender
- konzentriert an der Maschine arbeiten und sich nicht ablenken lassen,
- besondere Vorsicht bei offen getragenem, langem Haar walten lassen,
- Schmuck, wie lange Halsketten und Armbänder vor der Verwendung des Gerätes ablegen und
- ebenfalls mit losen Kleidungsstücken, insbesondere Halstüchern, Schals und Krawatten Vorsicht walten lassen.

Die genannten Kleidungs- und Schmuckstücke können bei Unachtsamkeit zusammen mit dem zu verarbeitenden Material vom Schneidwerk erfasst werden.
Für den Alltag gute Aktenvernichter vertragen auch übersehene Heft- oder Büroklammern. Diese können das Gerät nicht beschädigen.
Die meisten gängigen Aktenvernichter sind nicht für den Dauerbetrieb ausgelegt. Einige, meist kleinere, Geräte verfügen daher über einen Hitzeschutzschalter, welcher dem Aktenvernichter nach ein bis zwei Minuten Dauerleistung automatisch 15 bis 30 Minuten Abkühlung gewährleistet.

## Aktenvernichtung
Es gibt Regelwerke, laut denen bestimmte Akten nach einem gewissen Zeitraum vernichtet werden müssen. Ein Beispiel:
Im Codex Iuris Canonici (dem Gesetzbuch der Katholischen Kirche) lautet Canon 489
§1: „In der Diözesankurie muß es außerdem ein Geheimarchiv geben, wenigstens aber einen eigenen Schrank oder ein eigenes Fach im allgemeinen Archiv, das fest verschlossen und so gesichert ist, daß man es nicht vom Ort entfernen kann; in ihm müssen die geheimzuhaltenden Dokumente mit größter Sorgfalt aufbewahrt werden.“
§2: „Jährlich sind die Akten der Strafsachen in Sittlichkeitsverfahren, deren Angeklagte verstorben sind oder die seit einem Jahrzehnt durch Verurteilung abgeschlossen sind, zu vernichten; ein kurzer Tatbestandsbericht mit dem Wortlaut des Endurteils ist aufzubewahren.“
Diese Regelung führte und führt dazu, dass ältere Fälle von sexuellem Missbrauch in der römisch-katholischen Kirche nicht detailliert aufgearbeitet werden können.
Umgekehrt existiert eine Vielzahl gesetzlicher Vorschriften, die die Aufbewahrung von Akten für einen gewissen Mindestzeitraum vorsehen. Weiterhin enthalten Managementsysteme (Beispiel: ISO 9001:2015) oft intern in der Organisation oder im Unternehmen festgelegte Archivierungsfristen. Die Vernichtung der archivierten Dokumente darf erst nach Ablauf dieser Aufbewahrungsfrist erfolgen.
Bei staatlichen oder kirchlichen Institutionen ist die Übergabe nicht mehr benötigter Akten an das zuständige Archiv meist verpflichtend vorgeschrieben. Da die Aufbewahrung sämtlicher Unterlagen schon alleine aus Platzgründen nicht möglich ist, gehört es zu den Aufgaben des Archivs, die nicht auf Dauer relevanten Unterlagen auszuscheiden („kassieren“). Auch dieses Material muss nach den entsprechenden Normen vernichtet werden.